# Gershon Edelstein
Rabbijn Yerachmiel Gershon Edelstein  (Hebreeuws: גרשון אדלשטיין, Russisch: Гершон Йерахмиэль Эдельштейн) (Sjoemjatsji (oblast Smolensk), 18 april 1923 – Benee Brak, 30 mei 2023) was een van de leiders van de Litouwse (niet-chassidische) stroming van ultraorthodoxe gemeenschap van Israël. Sinds de dood van de rabbijnen Aharon Yehuda Leib Shteinman (in 2017) en Chaim Kanievsky (in 2022) was hij de laatste spirituele leider van de Degel HaTorah-partij in Israël.

## Biografie
Edelstein werd geboren in Sjoemjatsji, een nederzetting met stedelijk karakter in de buurt van Smolensk, destijds onderdeel van de Sovjet-Unie. Zijn vader was rabbijn Zvi Yehuda Edelstein, zoon van Rabbi Yerachmiel Gershon Edelstein, en zijn moeder heette Miriam, dochter van Mordechai Shlomo Movshovitz, rabbijn van Malstovka. In april 1934 slaagde zijn vader erin om een uitreisvergunning naar Eretz Yisrael te krijgen. Het gezin ging aan boord van het schip Novo Rusiysk via de haven van Odessa en arriveerde op Lag Baomer in het Land van Israël. Het gezin vestigde zich in Ramat Hasjaron.
Hij studeerde aan de jesjiva van Ponevezh (Panevėžys) in Benee Brak onder leiding van rabbijn Shmuel Rozovsky (1913-1979). Later werd hij de rosh jesjiva van deze jesjiva. Ook is hij lid van de Moetzes Gedolei Hathora, een raad van zeer hoge rabbijnen.
Edelstein overleed op 100-jarige leeftijd na een ziekenhuisverblijf van enkele dagen.